# Ribes hirtellum
Ribes hirtellum là một loài thực vật có hoa trong họ Grossulariaceae. Loài này được Michx. miêu tả khoa học đầu tiên năm 1803.